# Berichtigung
Berichtigung bedeutet allgemeinsprachlich sowohl den Vorgang des Richtigstellens, Verbessern oder Korrigierens  als auch dessen Ergebnis.
In Druckwerken erscheint es gelegentlich als die Überschrift auf einer Sonderseite, wo Fehler, die sich in der Druckfahne nicht mehr beheben ließen, behoben werden. In deutschen Schulen ist „Berichtigung“ die Überschrift über Nachträgen zu schriftlichen Arbeiten, in denen die orthographischen Fehler (z. B. eines Schulaufsatzes) vom Schüler richtiggestellt werden.
Die Rechtswissenschaft kennt die Berichtigung von Verhandlungsprotokollen, gerichtlichen Entscheidungen, Verwaltungsakten und Gesetzen. Die Berichtigung betrifft allein offenbare Unrichtigkeiten, wie Schreib- und Rechenfehler.
Die Berichtigung kann auf Antrag oder von Amts wegen vorgenommen werden.

## Abgrenzung
Die Berichtigung ist einerseits abzugrenzen von einer neuen Sachentscheidung (kassatorische oder reformatorische Entscheidung) nach Einlegung eines Rechtsmittels, andererseits von materiellrechtlichen Berichtigungsansprüchen wie dem Grundbuchberichtigungsanspruch, dem medienrechtlichen Berichtigungs- bzw. Richtigstellungsanspruch oder dem Recht auf Berichtigung unrichtiger personenbezogener Daten nach Art. 16 der Datenschutz-Grundverordnung.
Gegenüber einer Finanzbehörde kann der Steuerpflichtige bei einer Selbstanzeige eigene Angaben berichtigen, um nicht wegen Steuerhinterziehung bestraft zu werden (§ 371 AO).
Die Berichtigung einer falschen Angabe kann bei bestimmten Aussagedelikten zur Strafmilderung oder zum Abehen von Strafe führen (§ 158 StGB).
Im deutschen Insolvenzrecht bedeutet berichtigen in § 39, § 209 InsO, eine Verbindlichkeit zu begleichen.

## Verhandlungsprotokolle

### Zivilverfahren
Unrichtigkeiten eines Verhandlungsprotokolls können im Zivilverfahren jederzeit berichtigt werden (§ 164 Abs. 1 ZPO). Das gilt für das Protokoll in Arbeits- oder Verwaltungsgerichtsverfahren entsprechend, da die jeweiligen Verfahrensordnungen auf die Zivilprozessordnung (ZPO) verweisen (§ 46 Abs. 2 ArbGG, § 173 VwGO).
Das Protokoll ist unrichtig, wenn nicht der tatsächliche Verhandlungsverlauf im Protokoll wiedergeben wird. Das kann der Fall sein, wenn tatsächliche Vorkommnisse nicht oder aber entgegen § 160 ZPO tatsächlich nicht beachtete Förmlichkeiten gleichwohl protokolliert wurden.
§ 164 regelt seit den 1970er Jahren die bis dahin im Gesetz nicht angesprochene Berichtigung des Protokolls in Anlehnung an die von der Rechtsprechung hierzu entwickelten Grundsätze. Vor der Berichtigung sind die Parteien zu hören (§ 162 Abs. 2 ZPO).
Die Protokollierung und ihre Berichtigung sind allein Sache des Instanzrichters und des etwaig beigezogenen Protokollführers in ihrer Eigenschaft als Urkundspersonen (§ 163 ZPO). Grundlage einer jeden Protokollberichtigung ist deren sichere Erinnerung an den Verhandlungsverlauf. Die Berichtigung erfolgt durch Vermerk auf dem Protokoll (§ 164 Abs. 3 und 4 ZPO).
Die Entscheidung, ein Prokoll nicht zu berichtigen, ist nicht anfechtbar. Eine Anfechtungsmöglichkeit erschien dem Gesetzgeber nicht sinnvoll, weil das übergeordnete Gericht, da es an der Sitzung nicht teilgenommen hat, zu einer Überprüfung des Protokolls nicht geeignet sei. Die Anhörung vor der Entscheidung über die Berichtigung bedeute für die Parteien insoweit einen Ausgleich.

### Strafverfahren
Die Berichtigung eines Hauptverhandlungsprotokolls ist gesetzlich nicht geregelt, wird aber von der höchstrichterlichen Rechtsprechung anerkannt.

### Bedeutung
Das Verhandlungsprotokoll muss insbesondere den wesentlichen Verlauf und das Ergebnis der Verhandlung, außerdem die Beachtung aller wesentlichen Förmlichkeiten ersichtlich machen (§ 160 ZPO, § 273 StPO).
Verhandlungsprotokollen kommt hinsichtlich der für das Verfahren maßgeblichen Förmlichkeiten positive und negative Beweiskraft zu, wonach jene Förmlichkeiten, die protokolliert wurden, auch als tatsächlich eingehalten anzusehen sind, Förmlichkeiten, die das Protokoll nicht enthält, hingegen nicht (§ 165 ZPO, § 274 StPO).
Handelt es sich bei einer nicht protokollierten Förmlichkeit um einen sog. absoluten Revisionsgrund, kann der Revisionsführer den betreffenden Verfahrensfehler mit dem Hinweis auf die Nichterwähnung im Protokoll als tatsächlich geschehen behaupten. Kein Revisionsgrund ist dagegen die bloße Protokollrüge, mit der lediglich die Unrichtigkeit der Sitzungsniederschrift selbst geltend gemacht wird.

## Gerichtsentscheidungen

### Zivilverfahren

#### Berichtigung des Urteils, § 319 ZPO
Schreib- und Rechenfehler sowie ähnliche offenbare Unrichtigkeiten, die in dem Urteil vorkommen, können jederzeit auf Antrag einer Partei oder von Amts wegen berichtigt werden. Die Entscheidung ergeht durch Beschluss, der auf dem berichtigten Urteil vermerkt wird. Gegen den Beschluss, durch den der Antrag auf Berichtigung zurückgewiesen wird, findet kein Rechtsmittel, gegen den Beschluss, der eine Berichtigung ausspricht, findet sofortige Beschwerde statt (§ 319 ZPO).
§ 42 FamFG enthält eine entsprechende Bestimmung für die Berichtigung von Beschlüssen.
Der Sinn dieser Bestimmung liegt darin, Verfälschungen des Rechtsspruchs durch technische Fehlleistungen oder offensichtliche Irrtümer zu vermeiden. § 319 ZPO schützt die Rechtsuchenden vor den Folgen solcher im Justizalltag unvermeidlichen Fehler und ist Ausdruck des das Prozessrecht durchziehenden Prinzips der Rücksichtnahme auf die Rechtsuchenden und ihrer fairen Behandlung.
Über den Wortlaut des § 64 Abs. 3a ArbGG hinaus ist eine entsprechende Korrektur deshalb nicht nur auf Antrag, sondern auch von Amts wegen nach § 319 ZPO grundsätzlich nicht ausgeschlossen für den Fall, dass das Landesarbeitsgericht die Revision bereits im Urteil zulassen wollte und der entsprechende Ausspruch bloß versehentlich unterblieben ist.  Diese Auslegung von § 64 Abs. 3a ArbGG ergibt sich aus dem in Art. 20 Abs. 3 GG enthaltenen verfassungsrechtlichen Gebot fairer Verfahrensgestaltung.

#### Berichtigung des Tatbestands, § 320 ZPO
Nach der ursprünglichen Konzeption des Zivilprozesses als eines rein mündlichen Verfahrens konnte der mündliche Vortrag einer Partei allein durch Wiedergabe im Urteilstatbestand nachgewiesen werden.
Seit der Aufgabe des Bezugnahmeverbots durch Neufassung des § 137 Abs. 3 Satz 1 ZPO stehen die vorbereitenden Schriftsätze ebenfalls zum Nachweis des Parteivorbringens zur Verfügung. Seitdem ergibt sich der Prozeßstoff auch aus dem Inhalt der Gerichtsakten.
Nach der Rechtsprechung des Bundesgerichtshofs kommt dem Tatbestand seitdem keine negative Beweiskraft mehr zu. Die Feststellungen des erstinstanzlichen Urteils entfalten nach § 314 Satz 1 ZPO aber positive Beweiskraft hinsichtlich all jener Tatsachen, die der Tatbestand erwähnt. Die Unrichtigkeit der erstinstanzlichen Feststellungen muss daher mit dem Tatbestandsberichtigungsantrag geltend gemacht werden, um zu verhindern, dass diese Feststellungen nach § 529 Abs. 1 Nr. 1 ZPO für das Berufungsgericht bindend werden.
Das Gericht entscheidet über den Antrag ohne Beweisaufnahme durch unanfechtbaren Beschluss, der auf dem Urteil vermerkt wird (§ 320 Abs. 4 ZPO).

#### Ergänzung des Urteils, § 321 ZPO
Wurde ein von einer Partei geltend gemachter Haupt- oder Nebenanspruch oder der Kostenpunkt vor der Endentscheidung zwar mündlich verhandelt, auch im Tatbestand des Urteils erwähnt, aber versehentlich nicht tenoriert, so ist auf Antrag das Urteil durch nachträgliche Entscheidung zu ergänzen. Denn insoweit ist das Urteil noch nicht wirksam verkündet und über den Streitgegenstand noch nicht vollständig entschieden.
§ 43 FamFG enthält eine entsprechende Bestimmung für die Ergänzung von Beschlüssen.
Die erforderliche Ergänzung des Urteils erfolgt gemäß § 321 ZPO. Auf den fristgerechten Antrag einer Partei beraumt das Gericht einen Termin zur mündlichen Verhandlung an, in dem über den übergangenen Anspruch verhandelt und dieser beschieden wird (§ 321 Abs. 3 Satz 1 ZPO). Mit der Ladung zum Verhandlungstermin muss der anderen Partei der den Antrag enthaltende Schriftsatz zugestellt werden (§ 321 Abs. 3 Satz 2 ZPO).
Mit dem Ablauf der zweiwöchigen Antragsfrist nach § 321 Abs. 2 ZPO entfällt dagegen die Rechtshängigkeit der Klage, soweit sie Gegenstand des übergangenen Antrags gewesen ist. Sie muss daher neu anhängig gemacht werden, etwa durch eine zulässige Klageerweiterung in der Berufungsinstanz.
Hat das Gericht den übergangenen Antrag versehentlich auch nicht in den Tatbestand seines unvollständigen Urteils aufgenommen, dann muss vor einer Urteilsergänzung eine Berichtigung des Tatbestands nach § 320 ZPO erfolgen. Eine vorrangig zu beantragende Tatbestandsberichtigung kommt allerdings dort nicht in Betracht, wo das Urteil gem. § 313a, § 313b ZPO ausnahmsweise keinen Tatbestand enthält.

### Strafverfahren
Die Urteilsberichtigung im Strafverfahren ist gesetzlich nicht geregelt. Der Bundesgerichtshof lässt die nachträgliche Berichtigung eines schriftlichen Urteils daher nur ganz ausnahmsweise bei offenbaren Versehen zu. Es muss zweifelsfrei feststehen, dass sich hinter der Berichtigung nicht etwa eine nachträgliche sachliche Änderung verbirgt. Daraus folgt, dass eine Berichtigung dann zulässig ist, wenn sie sich zwanglos aus Tatsachen ergibt, die für alle Verfahrensbeteiligten klar zu Tage liegen und jeden Verdacht einer späteren sachlichen Änderung ausschließen, wo also das Versehen schon ohne die Berichtigung offensichtlich ist.

## Verwaltungsakte
Ein Verwaltungsakt wird mit dem Inhalt wirksam, mit dem er bekannt gegeben wird (§ 43 Abs. 1 Satz 2 VwVfG).
Offenbare Unrichtigkeiten in Verwaltungsakten wie Schreib- und Rechenfehler können nach § 42 VwVfG, § 129 AO, § 38 SGB X jederzeit von Amts wegen berichtigt werden, denn das Vertrauen in ihren Fortbestand ist nicht schutzwürdig. Unter bestimmten Voraussetzungen besteht ein Anspruch des Adressaten auf Berichtigung.
Die Berichtigung ist nicht an die strengen Voraussetzungen gebunden, die für den Widerruf rechtmäßiger und die Rücknahme rechtswidriger begünstigender Verwaltungsakte gelten. Sie dient lediglich der Klarstellung des von Anfang an erkennbar Gewollten, greift also ein bei Fehlern bei der Willenserklärung (Diskrepanz zwischen Wille und Erklärung). Mangels Regelungsgehalt ist die Berichtigung selbst daher kein Verwaltungsakt und muss gegebenenfalls im Wege der allgemeinen Leistungsklage geltend gemacht werden.
Eine Korrektur offensichtlicher Unrichtigkeiten ist unabhängig davon zulässig, ob der Fehler auf einem maschinellen Versagen oder auf einem menschlichen Versehen beruht.
Unrichtigkeiten sind dann „offenbar“, wenn sich der Irrtum aus dem Zusammenhang des Verwaltungsakts oder aus den Vorgängen bei seiner Bekanntgabe ergibt. Die Unrichtigkeit muss sich jedermann aufdrängen, der in die Lage der Beteiligten versetzt wird.
Keine offenbaren Unrichtigkeiten sind dagegen Fehler bei der Willensbildung wie bei der Auslegung oder (Nicht-)Anwendung einer Rechtsnorm, eine unrichtige Tatsachenwürdigung, die unzutreffende Annahme eines in Wirklichkeit nicht vorliegenden Sachverhalts oder Fehler, die auf mangelnder Sachaufklärung bzw. der Nichtbeachtung feststehender Tatsachen beruhen. Diese machen den Verwaltungsakt rechtswidrig-aufhebbar.
Anders als die Gerichte gem. § 118 VwGO bei Urteilen ist die Verwaltungsbehörde nicht stets verpflichtet, sondern lediglich berechtigt, offenbare Unrichtigkeiten zu berichtigen, sofern nicht ein berechtigtes Interesse an der Berichtigung gegeben ist. Ein solches berechtigtes Interesse kann insbesondere dann bestehen, wenn der Verwaltungsakt für den Betroffenen zur Grundlage für weitere Maßnahmen oder zur Vorlage bei anderen Behörden dient.

## Gesetze
Die Prüfung und Berichtigung von Gesetzentwürfen und Gesetzen bei Druckfehlern und anderen offenbaren Unrichtigkeiten ist in § 61 GGO geregelt. § 61 GGO gilt für Rechtsverordnungen entsprechend (§ 62 Abs. 2 GGO).
Eine Berichtigung ist wegen des den gesetzgebenden Körperschaften zukommenden Anspruchs auf Achtung und Wahrung der allein ihnen zustehenden Kompetenz, den Inhalt von Gesetzen zu bestimmen, nur in sehr engen Grenzen zulässig. Sie beschränkt sich auf offensichtliche Unrichtigkeiten. Dabei kann sich eine offensichtliche Unrichtigkeit nicht allein aus dem Normtext, sondern insbesondere auch unter Berücksichtigung des Sinnzusammenhangs und der Materialien des Gesetzes ergeben. Maßgebend ist, dass mit der Berichtigung nicht der rechtlich erhebliche Gehalt der Norm und mit ihm seine Identität angetastet wird.
Bis zum Abschluss des Gesetzgebungsverfahrens bleibt deshalb das federführende Bundesministerium für die Berichtigung zuständig (§ 61 Abs. 1 GGO). Nach Verabschiedung ist außerdem die Einwilligung der Präsidenten des Deutschen Bundestages und des Bundesrates einzuholen (§ 61 Abs. 2 GGO). Bei Druckfehlern und anderen offenbaren Unrichtigkeiten im Bundesgesetzblatt setzt die Berichtigung eine Mitteilung des federführenden Bundesministeriums im Einvernehmen mit dem Bundespräsidialamt und dem Bundeskanzleramt sowie mit Einwilligung der Bundestags- und Bundesratspräsidenten an die Schriftleitung des Bundesgesetzblatts voraus (§ 61 Abs. 3 GGO).
Wenn der Bekanntmachungstext oder die Neufassung eines Gesetzes oder einer Rechtsverordnung Druckfehler oder andere offenbare Unrichtigkeiten enthält, sollen diese ebenfalls berichtigt werden.